# Liên minh các Quốc gia có chủ quyền
Liên minh các Quốc gia có chủ quyền (tiếng Nga: Союз Суверенных Государств (ССГ), đã Latinh hoá: Soyuz Suverennykh Gosudarstv [SSG]) là tên gọi đề xuất của một tổ chức lại của Liên bang Cộng hòa Xã hội chủ nghĩa Xô viết (Liên Xô) vào một mới liên bang. Được đề xuất bởi Tổng thống Liên Xô khi đó, Mikhail Gorbachev, đề xuất này là một nỗ lực nhằm ngăn chặn sự chấm dứt của Liên Xô. Đề xuất này không bao giờ được thực hiện sau cuộc đảo chính tháng 8 năm 1991 và việc giải thể Liên Xô cuối cùng xảy ra vào ngày 26 tháng 12 năm đó. Đề xuất tổng thể đã được hồi sinh là Cộng đồng các quốc gia độc lập (CIS), mặc dù là một tổ chức khu vực, không phải là một liên minh.

## Tên gọi
Trong bản dự thảo đầu tiên của hiệp ước được phát hành vào tháng 7 năm 1991, tên được tuyên bố cho quốc gia mới là Liên bang Cộng hòa có chủ quyền Xô Viết; tiếng Nga: Союз Советских Суверенных Республик, đã Latinh hoá: Soyuz Sovetskikh Suverennykh Respublik.
Đến tháng 9 năm 1991, sự hỗ trợ chung cho việc bảo tồn nhà nước Liên Xô đã thay đổi để cải tổ Liên Xô thành một liên minh các quốc gia có chủ quyền. Dự thảo cuối cùng đã đổi tên quốc gia được đề xuất thành Liên bang các quốc gia có chủ quyền; tiếng Nga: Союз Суверенных Государств, đã Latinh hoá: Soyuz Suverennykh Gosudarstv. Sự tiếp tục chung của Liên Xô tiếp tục giảm và sớm bị bỏ rơi. Sau cuộc đảo chính tháng Tám, hiệp ước liên minh mới đã được cải tổ thành Cộng đồng các quốc gia độc lập.

## Bối cảnh
:
Do cải cách "dân chủ hóa, cởi mở và đa nguyên" của Mikhail Gorbachev, năm 1990, ba nước Baltic: Litva, Estonia và Latvia, đã đứng đầu trong việc tuyên bố độc lập và xu hướng lập dị của các nước cộng hòa Liên Xô khác cũng nhanh chóng tăng cường.
Vào ngày 17 tháng 3 năm 1991, Liên Xô đã tổ chức một cuộc trưng cầu dân ý để điều tra ý định soạn thảo một hiệp ước làm việc mới. Tổng cộng có chín nước cộng hòa (Cộng hòa Xã hội chủ nghĩa Xô viết Nga, Ukraina, Byelorussia, Kazakhstan, Azerbaijan, Uzbekistan, Kirghizia, Turkmenia và Tajikistan) đã tham gia cuộc trưng cầu dân ý. Trong tất cả chín nước cộng hòa, 76% cử tri ủng hộ Liên Xô, nơi duy trì hệ thống liên bang, chiếm đa số. Các thành phố có nhiều sự phản đối nhất là Leningrad và Moskva. Tuy nhiên, sáu nước cộng hòa Xô Viết khác đã dần dần tiến tới độc lập và tẩy chay cuộc trưng cầu dân ý.
Để giữ gìn sự toàn vẹn của Liên Xô, vào tháng 5 năm 1991, tổng thống Gorbachev đã đạt được thỏa thuận với 15 người đứng đầu các nước cộng hòa và đồng ý thành lập một "Liên Xô mới".
Vào ngày 14 tháng 8 năm 1991, chính phủ Liên Xô đã xuất bản văn bản của hiệp ước liên minh mới và công việc chữ ký dự kiến sẽ bắt đầu vào ngày 20 tháng 8. Sau khi hiệp ước được ký kết, Hiệp ước Liên minh năm 1922 trở nên vô hiệu cùng một lúc.

## Liên bang mới
Tại một cuộc họp báo vào ngày 22 tháng 8, Gorbachev tuyên bố: "Liên Xô đã bước vào giai đoạn quyết định thay đổi. Quyền lực đang thay đổi, quan hệ sở hữu đang thay đổi và các liên minh đang thay đổi. Nó gần như ký kết một hiệp ước liên minh mới (ban đầu dự kiến 20 tháng 5), và đã làm những việc đã xảy ra vào đêm trước của việc ký kết các hiệp ước, cũng không phải là ngẫu nhiên. đó là cuộc đấu tranh kết quả, và sắc nét." ông cũng thừa nhận rằng Yeltsin đặt xuống cốt truyện đóng một vai trò đáng chú ý. Gorbachev nói: "Mọi thứ tôi đã làm với Yeltsin trong những tháng và ngày gần đây là làm cho sự hòa hợp và hợp tác của chúng tôi trở thành một yếu tố thường xuyên trong việc hợp nhất tất cả các lực lượng dân chủ với tất cả các nước cộng hòa. Vị trí này không được làm suy yếu, nhưng tình hình đã khiến chúng tôi phải chịu đựng". Từ đó, có thể thấy rằng Gorbachev coi Yeltsin như một đồng chí trong chiến tranh để cùng cải tổ Liên Xô. Nhưng Gorbachev đã tính toán sai tình huống và Yeltsin đã không tham gia cùng ông trong việc thành lập cái gọi là "Liên bang Cộng hòa có chủ quyền Liên Xô".
Hai ngày sau, Gorbachev tuyên bố từ chức Tổng Bí thứ Đảng Cộng sản Liên Xô và đề nghị Ủy ban Trung ương CPSU "tự giải tán".
Tuy nhiên, sự thất bại nhanh chóng của sự kiện ngày 19 tháng 8 đã trở thành chất xúc tác cho sự tan rã nhanh chóng của Liên Xô. Xu hướng ly tâm của các nước cộng hòa Xô viết ngày càng trở nên rõ ràng. Liên Xô tối cao đã thông qua dự luật tuyên bố độc lập. Cuối cùng, vào ngày 8 tháng 12, với sự độc lập của các nước cộng hòa tham gia, các nước cộng hòa thuộc Liên Xô cũ Nga, Belarus và Ukraina đã ký một thỏa thuận tại Kiev, thủ đô của Ukraina và thành lập một tổ chức quốc tế - Cộng đồng các quốc gia độc lập. Kể từ ngày 22 tháng 12 năm 1991, tất cả 11 nước cộng hòa thuộc Liên Xô cũ, ngoại trừ ba nước Baltic và Gruzia đã tham gia CIS.

## Các cộng hòa và cộng hòa tự bỏ phiếu
- Nga
  -  Cộng hòa Xã hội chủ nghĩa Xô viết Bashkir
  -  Cộng hòa Xã hội chủ nghĩa Xô viết trị Buryat
  -  Cộng hòa Xã hội chủ nghĩa Xô viết tự trị Chechnya-Ingush
  -  Cộng hòa Xã hội chủ nghĩa Xô viết Chuvash
  -  Cộng hòa Xã hội chủ nghĩa Xô viết Dagestan
  -  Cộng hòa Xã hội chủ nghĩa Xô viết Kabardino-Balkar
  -  Cộng hòa Xã hội chủ nghĩa Xô viết Kalmyk
  -  Cộng hòa Xã hội chủ nghĩa Xô viết Karelia
  -  Cộng hòa Xã hội chủ nghĩa Xô viết Komi
  -  Cộng hòa Xã hội chủ nghĩa Xô viết Mari
  -  Cộng hòa Xã hội chủ nghĩa Xô viết Mordovia
  -  Cộng hòa Xã hội chủ nghĩa Xô viết Bắc Ossetia
  -  Cộng hòa Xã hội chủ nghĩa Xô viết Tatar
  -  Cộng hòa Xã hội chủ nghĩa Xô viết Tuva
  -  Cộng hòa Xã hội chủ nghĩa Xô viết Udmurt
  -  Cộng hòa Xã hội chủ nghĩa Xô viết Yakut
- Ukraina
  -  Cộng hòa Xã hội chủ nghĩa Xô viết tự trị Krym
- Byelorussia (Belarus)
- Azerbaijan
  -  Cộng hòa Xã hội chủ nghĩa Xô viết tự trị Nakhichevan
- Kazakhstan
- Uzbekistan
  -  Cộng hòa Xã hội chủ nghĩa Xô viết tự trị Karakalpak
- Turkmenia (Turkmenistan)
- Tajikistan
- Kirghizia (Kyrgyzstan)

## Các cộng hòa liên kết không bỏ phiếu
- Armenia
- Estonia
- Gruzia
- Latvia
- Litva
- Moldavia (Moldova)

### Trích dẫn
1. ↑   [liên kết hỏng]
2. ↑  Nghị quyết của Lực lượng Vũ trang Liên Xô của 3 tháng 12 năm 1990 và số 1809-1 (Về khái niệm chung về Hiệp ước Liên minh mới và Thủ tục đề xuất cho Kết luận của nó // Vedomosti SND và Lực lượng vũ trang Liên Xô. - 1990. - Số 50. - Nghệ thuật. 1077.